# Bitwa o En Gew
Bitwa o En Gew (Bitwa o Ein Gev) – starcie zbrojne, które miało miejsce pomiędzy Siłami Obronnymi Izraela a wojskami syryjskimi o kibuc En Gew podczas I wojny izraelsko-arabskiej (10 czerwca 1948). Bitwa zakończyła się porażką Syryjczyków, którym nie udało się zdobyć kibucu i zniszczyć żydowskiej enklawy na wschodnim wybrzeżu jeziora Tyberiadzkiego.

## Tło wydarzeń
Kibuc En Gew został założony w 1937 na wschodnim brzegu jeziora Tyberiadzkiego, u podnóża Wzgórz Golan. Zajmował on strategiczną pozycję tworząc żydowską enklawę na syryjskim terytorium. Z tego powodu był on od samego początku I wojny izraelsko-arabskiej w maju 1948 ostrzeliwany przez Syryjczyków. W dniu 15 maja przeprowadzono ewakuację wszystkich dzieci i większości kobiet, które przewieziono łodziami na zachodni brzeg jeziora. Tą samą drogą dowożono do kibucu całe zaopatrzenie i posiłki.
Zbliżające się w czerwcu zawieszenie broni, skłoniło syryjskie dowództwo do podjęcia próby zdobycia kibucu En Gew.

## Przebieg bitwy
Rankiem 10 czerwca 1948, Syryjczycy ostrzelali kibuc z artylerii. Następnie osiedle zaatakowała syryjska piechota, którą wspierały samochody pancerne. Kibuc był broniony przez około stu żołnierzy z Brygady Golani. Po ciężkiej walce, Syryjczycy wycofali się. Kibuc zdołał się obronić, był jednak w znacznym stopniu zniszczony.

## Reakcje i następstwa
Utrzymanie kibucu En Gew było ważnym taktycznym zwycięstwem Izraelczyków, ponieważ pozwalało im na utrzymanie strategicznych pozycji obserwacyjnych na wschodnim wybrzeżu jeziora Tyberiadzkiego. Obecność kibucu zmuszała część sił syryjskich do nieustannego utrzymywania pozycji obronnych w tym obszarze, co uniemożliwiało Syryjczykom swobodne planowanie dalszych działań ofensywnych.